# Schleiss-Keramik

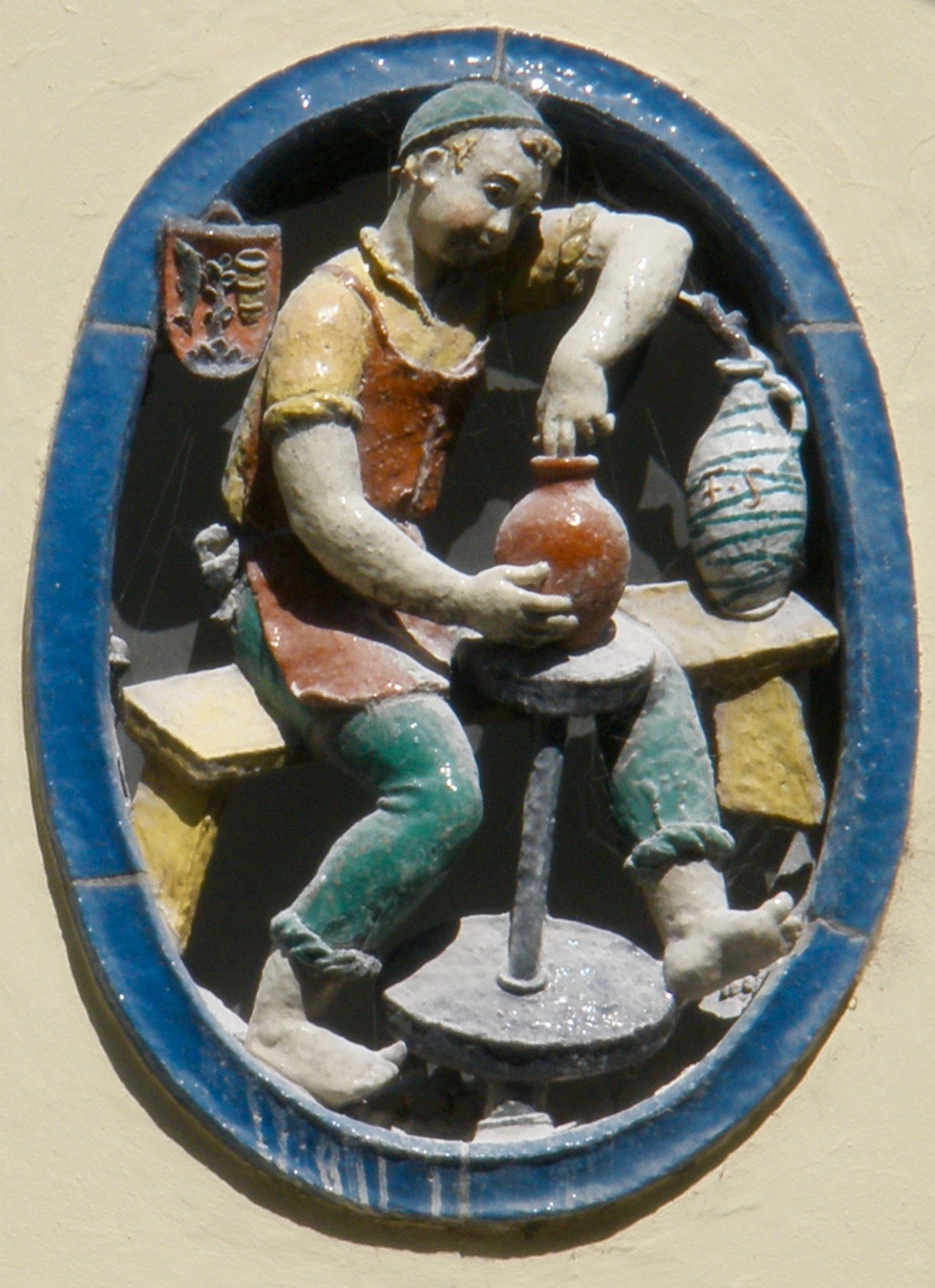
Keramikrelief am Gebäude der ehemaligen Schleiss-Keramik, Gmunden (1935)

Die Firma Schleiss-Keramik war eine Abspaltung von der Gmundner Keramik und existierte unter diesem Namen von 1926 bis 1983.

## Geschichte

### Gemeinsame Wurzel mit der „Gmundner Keramik“
Die Geschichte beginnt mit der Entwicklung einer Keramik-Firma ab 1843, als die Eltern des Firmengründers Leopold Schleiss die Hafnerhäuser am See (heute: Theatergasse 14–16) in Gmunden kauften und die dortige seit Jahrhunderten bestehende Hafnerwerkstatt weiter betrieben. 1883 übernahm Leopold Schleiss dieses Unternehmen und gründete 1903 die Gmunder „Thon“warenfabrik [sic!] mit einer seither neuen Fabrikationsstätte im Gmundner Stadtteil Traunleiten.
Der Sohn von Leopold Schleiss, Franz Schleiss II., übernahm die Firma 1907, und nach seiner Verehelichung mit der Bildhauerin und Keramikerin Emilie Schleiss-Simandl wandelte er diese 1910 in die „Keramische Werkstätte F. u. E. Schleiss, Gmunden“ um.
1913 kam es zum Zusammenschluss mit der „Wiener Keramik“. Der neue Firmenname lautete „Vereinigte Wiener und Gmundner Keramik und Gmundner Tonwarenfabrik Schleiss, Ges.m.b.H.“. Ab damals arbeiteten Jugendstil-Keramikkünstler wie Michael Powolny, Dagobert Peche, Berthold Löffler u. a. für das Unternehmen.
1923 wurde dieses Unternehmen in die Aktiengesellschaft „Gmundner Keramische Werkstätten A.G.“. umgewandelt.

### Eigenständige Entwicklung seit 1926
1926 trat des Ehepaar Franz und Emilie Schleiss wegen Meinungsverschiedenheiten aus der Geschäftsführung/ dem Verwaltungsrat dieser A.G. aus, und gründete daraufhin die „Josefine Schleiss Gmundner Keramik G.m.b.H.“ (benannt nach der Mutter von Franz Schleiss II.). Die Produktion der neuen Firma wurde 1926 in die o. a. immer im Familienbesitz befindlichen „Hafnerhäuser“ verlegt. 1931 wurde auch die sog. „Münchner Werkstätte“ als Tochterfirma übernommen und bis 1938 dort weitergeführt.
Die Firma „Josefine Schleiss Gmundner Keramik G.m.b.H.“ wurde schon 1938 in „Schleiss-Keramik G.m.b.H.“ umbenannt, wurde aber im Gegensatz zur originalen „Gmundner Keramik“ als nicht kriegswichtig eingestuft, und erhielt daher kaum Rohstoffe oder Arbeitskräfte. Der Betrieb kam damals fast zum Erliegen.
Dieses Unternehmen wurde nach dem Zweiten Weltkrieg und langjährigen vergeblichen Versuchen von Franz Schleiss, die einstigen „Gmundner Keramischen Werkstätten“ zurückzukaufen, als „Schleiss-Keramik“ auch nach dem Tod von Franz Schleiss II. (1968) von seiner Tochter Gertrude Schleiss weitergeführt, bis das Unternehmen 1983 liquidiert wurde.

## Künstlerische und gewerbliche Bedeutung

### Künstler
Für die bzw. im Rahmen der Firma Schleiss-Keramik arbeiteten in der Zwischenkriegszeit namhafte Maler, Designer und Keramik-Künstler, wie Michael Powolny, Bertold Löffler, Tommi Parzinger, Ludwig Heinrich Jungnickel, Franz von Zülow, oder Emilie Schleiss-Simandl.
Nach dem Zweiten Weltkrieg arbeitete für die Firma „Schleiss-Keramik“ u. a. der Künstler Kurt Ohnsorg (von 1957 bis 1961), und die Firma unterstützte das von diesem gegründete Erste Keramiksymposium Gmunden (1963).

### Gebrauchskeramik
Die Firma „Schleiss-Keramik“ erzeugte bis 1983 Gebrauchskeramik mit einem der Gmundner Keramik teilweise ähnlichen Design, aber immer wieder auch Einzelentwürfe (z. B. Teller) von verschiedenen zugeordneten Künstlern, wie (s. o.) Franz von Zülow.